# Lawrence Lessig
Lawrence Lessig, född 3 juni 1961 i Rapid City i South Dakota, är en amerikansk akademiker och politisk aktivist. Han är professor i juridik vid Stanford Law School och grundare till Center for Internet and Society, som i december 2008 tillkännagav att han återigen skulle gå med i fakulteten vid Harvard Law School. Lessig är en grundande styrelsemedlem i Creative Commons, en styrelsemedlem i Software Freedom Law Center och en tidigare styrelsemedlem i Electronic Frontier Foundation. Han är mest känd som en förespråkare för reducerade juridiska begränsningar inom upphovsrätt, varumärken och radiofrekvens-spektrumet.
Vid iCommons iSummit 07 tillkännagav Lessig att han skulle sluta fokusera på upphovsrätt och börja jobba med politisk korruption istället. Detta nya arbete kan delvis ses genom hans wiki – "Lessig Wiki" – som han har uppmanat allmänheten att använda för att dokumentera fall av korruption. En grupp på Facebook skapades i februari 2008, där juridikprofessorn John Palfrey uppmanade honom att ställa upp i valet till kongressen från Kaliforniens tolfte kongressdistrikt, då platsen blivit vakant efter den avlidne Tom Lantos. Senare samma månad beslutade Lessig dock att inte ställa upp i valet.
Lessig har känt Barack Obama sedan deras tid tillsammans då de undervisade juridik vid University of Chicago, och har nämnts som en kandidat till att leda Federal Communications Commission, som styr telekommunikationsindustrin. 2015 meddelade Lessig att han kandiderade för att efterträda Obama på presidentposten vid valet 2016 men drog tillbaka sin kandidatur 2 november samma år.
Lessig utsågs 2013 till hedersdoktor vid Samhällsvetenskapliga fakulteten vid Lunds universitet.

## Internetaktivism

### "Code is law"
Begreppet "code" avser inom datavetenskapen källkod, det vill säga text skriven i ett programspråk, som kan kompileras (översättas) till ett datorprogram. I engelskan finner man ordet inom juridik, som i den kontexten avser de texter som utgör lag. I sin bok Code and Other Laws of Cyberspace utforskar Lessig hur "koden" kan fungera som ett verktyg för social kontroll i båda avseenden, vilket har lett till hans uttalande att "Kod är lag". 
Lessig har senare uppdaterat sitt verk med boken Code 2.0 för att hålla sig à jour med tidens anda. Den släpptes december 2006.

## Externa länkar

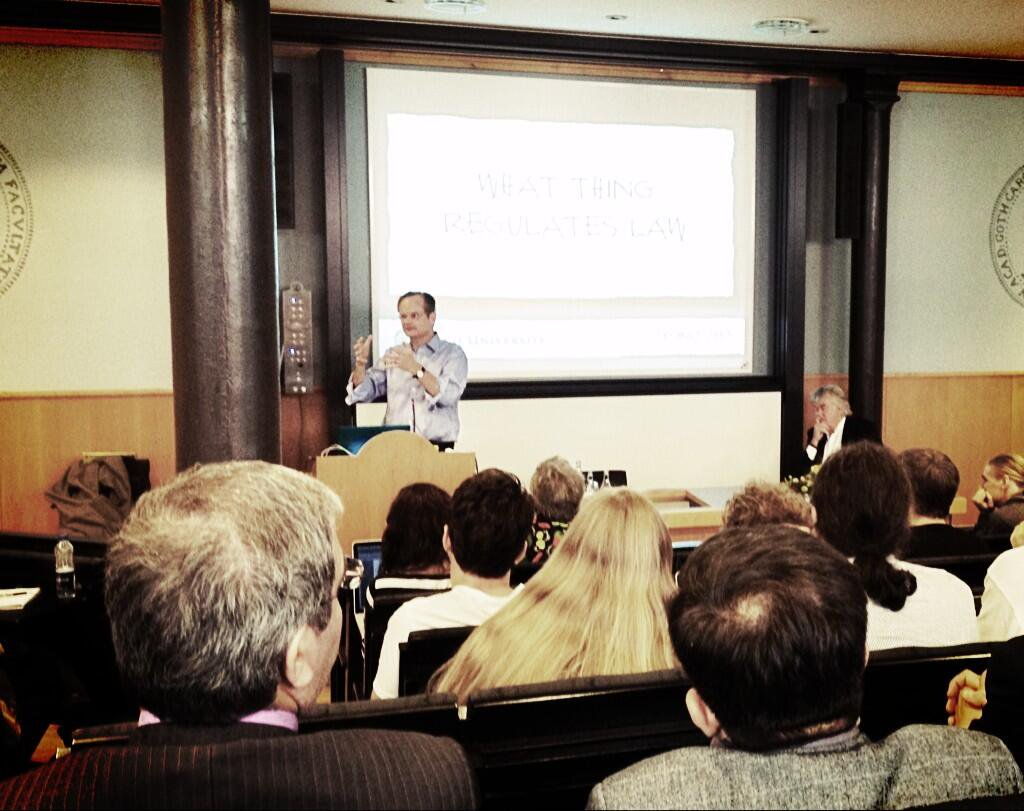
Lawrence Lessig under sin hedersdoktorsföreläsning i Lund den 30 maj 2013

## Publicerade verk
- Free Culture - ISBN 1-59420-006-8
- Code and other laws of cyberspace
- Code 2.0 - ISBN 978-0-465-03914-2
- The future of ideas - ISBN 2-7297-0772-7